# Eleccions presidencials del Tadjikistan de 1994
El 6 de novembre de 1994 es van celebrar eleccions presidencials al Tadjikistan. Emomalí Rahmonov, que havia estat president de facto des de 1992, es va presentar al renovat càrrec amb el suport (encara que no la nominació formal) del Partit Comunista del Tadjikistan i va obtenir el 59,5% dels vots. La participació dels votants va ser del 95,0%.